# Dorji Wangdi
Dorji Wangdi (Distrito de Zhemgang, 15 de agosto de 1969) es un político butanés, asambleísta nacional desde 2008 y líder del Partido Paz y Prosperidad (DPT) desde 2020. Es, por lo tanto, líder de la oposición tras la renuncia de Pema Gyamtsho a la política activa.

## Biografía

### Formación
Wangdi obtuvo una licenciatura en comercio por  Sherubtse College. Más tarde completó una Maestría en Administración de Empresas en el Maastricht School of Management, Países Bajos en 2004.

### Carrera política
Wangdi fue elegido por primera vez para la Asamblea Nacional de Bután en las elecciones de 2008 por el distrito electoral de Panbang, con 2217 votos.
En las elecciones de 2013 fue reelecto en el escaño con 1.904, tras derrotar al candidato del Partido Democrático del Pueblo (PDP). Tras los comicios fue nombrado ministro de Trabajo y Recursos Humanos en el gabinete de Jigme Thinley. Asimismo, desde ese año se desempeñó como vicepresidente de su partido.
En las elecciones de 2018 fue reelecto nuevamente en su escaño, con 2.984. En septiembre de 2020, se convirtió en líder del DPT tras la renuncia de Pema Gyamtsho a la política activa para ocupar el cargo de International Centre for Integrated Mountain Development (ICIMOD) —una organización intergubernamental que promueve y fomenta alianzas entre los países miembros en un esfuerzo por proteger el medio ambiente de la región del Hindú Kush—. Desde ese momento, ejerce como líder de la oposición de Bután.